# Sportler des Jahres 2024 (Deutschland)
Die Sportler des Jahres 2024 in Deutschland wurden am 15. Dezember im Kurhaus von Baden-Baden ausgezeichnet. Veranstaltet wurde die Wahl zum 78. Mal von der Internationalen Sport-Korrespondenz (ISK).

## Männer
| Platz | Sportler        | Sportart            | Punkte | Erfolge 2024                                                             |
| ----- | --------------- | ------------------- | ------ | ------------------------------------------------------------------------ |
| 1.    | Oliver Zeidler  | Rudern              | 1694   | Olympiasieger und Europameister im Einer                                 |
| 2.    | Lukas Märtens   | Schwimmen           | 1647   | Olympiasieger und WM-Bronze über 400 m Freistil                          |
| 3.    | Patrick Lange   | Triathlon           | 1439   | Weltmeister auf der Ironman-Distanz                                      |
| 4.    | Leo Neugebauer  | Leichtathletik      | 1043   | Olympiazweiter und deutscher Rekord im Zehnkampf                         |
| 5.    | Michael Jung    | Reiten              | 941    | Olympiasieger im Vielseitigkeitsreiten                                   |
| 6.    | Timo Boll       | Tischtennis         | 938    | Viertelfinale bei den Olympischen Spielen mit der Mannschaft             |
| 7.    | Markus Rehm     | Para-Leichtathletik | 536    | Paralympicssieger und Weltmeister im Weitsprung                          |
| 8.    | Jonas Deichmann | Extremsport         | 503    | 120 Tage in Folge die Ironman-Distanz absolviert                         |
| 9.    | Linus Straßer   | Ski Alpin           | 404    | Sieg beim Slalom in Kitzbühel und Zweiter Platz im Slalomweltcup         |
| 10.   | Josia Topf      | Para-Schwimmen      | 373    | Paralympicssieger über 150 m Lagen und 2 weitere Medaillen, 3× EM-Silber |

## Frauen
| Platz | Sportler                  | Sportart                   | Punkte | Erfolge 2024 |
| ----- | ------------------------- | -------------------------- | ------ | --- |
| 1.    | Darja Varfolomeev         | Rhythmische Sportgymnastik | 1888   | Olympiasiegerin im Mehrkampf und Europameisterin mit dem Band sowie EM-Dritte im Mehrkampf |
| 2.    | Yemisi Ogunleye           | Leichtathletik             | 1809   | Olympiasiegerin, Hallen-Vizeweltmeisterin und EM-Dritte im Kugelstoßen |
| 3.    | Jessica von Bredow-Werndl | Dressurreiten              | 1274   | Olympiasiegerin in der Einzeldressur und mit der Dressur-Equipe |
| 4.    | Isabell Werth             | Dressurreiten              | 1090   | Olympiasiegerin mit der Dressur-Equipe und Olympiazweite im Einzel |
| 5.    | Malaika Mihambo           | Leichtathletik             | 1040   | Olympiazweite und Europameisterin im Weitsprung |
| 6.    | Laura Philipp             | Triathlon                  | 985    | Weltmeisterin auf der Ironman-Distanz |
| 7.    | Anna-Lena Forster         | Para-Ski Alpin             | 504    | Gesamtweltcupsiegerin |
| 8.    | Elena Semechin            | Para-Schwimmen             | 364    | Paralympicssiegerin über 100 m Brust |
| 9.    | Isabel Gose               | Schwimmen                  | 261    | Olympiadritte über 1500 m Freistil, Kurzbahnweltmeisterin über 1500 m Freistil und -vizeweltmeisterin über 800 m Freistil, Vizeweltmeisterin über 800 m Freistil sowie WM-Dritte über 400 m und 1500 m Freistil |
| 10.   | Leonie Beck               | Schwimmen                  | 233    | Europameisterin im Freiwasser über 5 und 10 km |

## Mannschaft
| Platz | Mannschaft                                   | Sportart            | Punkte | Erfolge 2024                                                   |
| ----- | -------------------------------------------- | ------------------- | ------ | -------------------------------------------------------------- |
| 1.    | 3×3-Basketballnationalmannschaft Frauen      | 3×3-Basketball      | 2872   | Olympiasieger                                                  |
| 2.    | Bayer 04 Leverkusen                          | Fußball             | 1712   | Deutscher Meister, DFB-Pokal-Sieger und Europa-League-Finalist |
| 3.    | Handball-Nationalmannschaft Männer           | Handball            | 1196   | Olympiazweiter und EM-Vierte                                   |
| 4.    | Dressur-Equipe                               | Dressurreiten       | 919    | Olympiasieger                                                  |
| 5.    | Triathlon-Mixed-Staffel                      | Triathlon           | 896    | Olympiasieger                                                  |
| 6.    | 4-mal-100-Meter-Staffel Frauen               | Leichtathletik      | 700    | Olympiadritter                                                 |
| 7.    | Nils Ehlers/Clemens Wickler                  | Beachvolleyball     | 431    | Olympiazweiter und Vizeeuropameister                           |
| 8.    | Hockey-Nationalmannschaft Männer             | Hockey              | 385    | Olympiazweiter                                                 |
| 9.    | Kajak K2/K4 der Männer                       | Kanurennsport       | 309    | Olympiasieger im Zweier- und Vierer-Kajak                      |
| 10.   | Rollstuhlbasketballnationalmannschaft Männer | Rollstuhlbasketball | 281    | Paralympicsdritter                                             |

## Weitere Auszeichnungen
- „Newcomer des Jahres“: Klara Bleyer (Synchronschwimmen)
- Trainer des Jahres: Ute Schinkitz (Bundestrainerin Para-Schwimmen) und Samir Suliman (Bundestrainer 3×3-Basketball)
- Sparkassenpreis für Vorbilder im Sport: Kim Bui (Turnen)